# Coelioxys abnormis
Coelioxys abnormis är en biart som beskrevs av Holmberg 1887. Coelioxys abnormis ingår i släktet kägelbin, och familjen buksamlarbin. Inga underarter finns listade i Catalogue of Life.